# Daniel Ballart
Daniel "Dani" Ballart i Sans, född 17 mars 1973 i Barcelona, är en spansk vattenpolospelare. Han ingick i Spaniens landslag vid olympiska sommarspelen 1992, 1996, 2000 och 2004.
Ballart tog OS-silver i den olympiska vattenpoloturneringen i Barcelona och OS-guld i den olympiska vattenpoloturneringen i Atlanta.
Ballart tog VM-guld för Spanien i samband med världsmästerskapen i simsport 1998 i Perth och 2001 i Fukuoka.